# ريكاردو بالديراس
ريكاردو بالديراس (بالإسبانية: Ricardo  Balderas)‏ هو لاعب كرة قدم مكسيكي في مركز الدفاع، ولد في 3 مارس 1993 في مونتيري في المكسيك. لعب مع نادي تشياباس.